# 田渕大輔
田渕 大輔（たぶち だいすけ、1975年 - ）は、宝塚歌劇団に所属する演出家。
大阪府、大阪芸術大学出身。

## 来歴
2006年、宝塚歌劇団に入団。
2012年、花組バウホール公演「Victorian Jazz」で演出家デビュー。
2017年、実咲凜音退団公演となる宙組「王妃の館」で、大劇場公演演出家デビュー。

## 宝塚歌劇団での舞台作品

### 大劇場作品
- 2017年、宙組『王妃の館-Château de la Reine-』[1]
- 2018年、宙組『異人たちのルネサンス』[1]
- 2021年、花組『アウグストゥス-尊厳ある者-』[1]
- 2023年、月組『応天の門』[1]
- 2023年、宙組『PAGAD（パガド）』[2]
- 2025年、宙組『Razzle Dazzle』[3]

### その他の劇場作品
- 2012年、花組『Victorian Jazz（ヴィクトリアン ジャズ）』（バウホール）[1]
- 2014年、宙組『SANCTUARY（サンクチュアリ）』（バウホール）[1]
- 2015年、宙組『相続人の肖像』（バウホール）[1]
- 2016年、雪組『ローマの休日』（中日劇場・赤坂ACTシアター・梅田芸術劇場）[1]
- 2019年、雪組『ハリウッド・ゴシップ』（KAAT神奈川芸術劇場・ドラマシティ）
- 2022年、星組『ザ・ジェントル・ライアー〜英国的、紳士と淑女のゲーム〜』（KAAT神奈川芸術劇場）
- 2024年、雪組『39 Steps』（バウホール）[4]

### 新人公演
- 2009年、宙組『薔薇に降る雨』[5]
- 2010年、雪組『ロジェ』[6]
- 2011年、花組『ファントム』[7]
- 2011年、星組『オーシャンズ11』[8]
- 2012年、星組『ダンサ セレナータ』[9]
- 2013年、花組『オーシャンズ11』[10]
- 2013年、星組『ロミオとジュリエット』[11]
- 2014年、花組『ラスト・タイクーン -ハリウッドの帝王、不滅の愛-』[12]
- 2015年、花組『カリスタの海に抱かれて』[13]
- 2016年、雪組『るろうに剣心』[14]
- 2017年、宙組『王妃の館-Château de la Reine-』[15]
- 2018年、花組『ポーの一族』[16]
- 2018年、宙組『異人たちのルネサンス』[17]
- 2022年、月組『グレート・ギャツビー』[18]